# Ackernahrung
Als Ackernahrung wird die Mindestgröße der landwirtschaftlichen Nutzfläche bezeichnet, die zur Existenzsicherung eines bäuerlichen Familienbetriebes notwendig ist. Der Begriff ist heute nicht mehr gebräuchlich.

## Definition und Bestimmungen
Die Ackernahrung bezieht sich auf einen landwirtschaftlichen Vollerwerbsbetrieb und ist abhängig von Region und Zeit. Sie ist weiterhin abhängig von der natürlichen Anbausituation, vom ausgeübten Betriebssystem, von den Eigentumsverhältnissen und vom Lebensstandard einer landwirtschaftlichen Region.
Ein Landgut nach Bürgerlichem Gesetzbuch muss keine Ackernahrung gewähren, kann also auch Nebenerwerbsbetrieb sein. Etwas anderes gilt bei einem Hof, der der Höfeordnung unterliegt.
Das Reichserbhofgesetz definierte den Begriff in § 2 Abs. 2: „Als Ackernahrung ist diejenige Menge Landes anzusehen, welche notwendig ist, um eine Familie unabhängig vom Markt und der allgemeinen Wirtschaftslage zu ernähren und zu bekleiden sowie den Wirtschaftsablauf des Erbhofs zu erhalten.“